# شيروود سي سبرنج
شيروود سي سبرنج (بالإنجليزية: Sherwood C. Spring)‏ (و. 1944 – م) هو رائد فضاء، ومهندس من الولايات المتحدة الأمريكية . ولد في هارتفورد، كونيتيكت .

## ريادة الفضاء
شارك في المهمات الفضائية:
- STS-61-B.

## التعليم
تعلم في جامعة أريزونا، والأكاديمية العسكرية الأمريكية

## جوائز
حصل على جوائز منها:
- جائزة الشجاعة طيران
- ميدالية النجمة البرونزية
- وسام الجو.